# Алькубілья-де-Ногалес
Алькубілья-де-Ногалес (ісп. Alcubilla de Nogales) — муніципалітет в Іспанії, у складі автономної спільноти Кастилія-і-Леон, у провінції Самора. Населення — 147 осіб (2010).
Муніципалітет розташований на відстані близько 270 км на північний захід від Мадрида, 70 км на північ від Самори.

## Демографія
Динаміка населення (INE ):